# Communauté de communes de Pornic
Die Communauté de communes de Pornic ist ein ehemaliger französischer Gemeindeverband mit der Rechtsform einer Communauté de communes im Département Loire-Atlantique in der Region Pays de la Loire. Sie wurde am 21. Dezember 2001 gegründet und umfasste acht Gemeinden. Der Verwaltungssitz befand sich im Ort Pornic.

## Historische Entwicklung
Mit Wirkung vom 1. Januar 2017 fusionierte der Gemeindeverband mit der Communauté de communes Cœur Pays de Retz und bildete so die Nachfolgeorganisation Pornic Agglo Pays de Retz.

## Ehemalige Mitgliedsgemeinden
1. La Bernerie-en-Retz
2. Chaumes-en-Retz
3. Chauvé
4. Les Moutiers-en-Retz
5. La Plaine-sur-Mer
6. Pornic
7. Préfailles
8. Saint-Michel-Chef-Chef